# Éric Abidal
Éric Abidal, né le 11 septembre 1979 à Saint-Genis-Laval, dans le Rhône, est un ancien footballeur international français qui évolue durant sa carrière au poste d'arrière gauche, jouant aussi régulièrement en défense centrale.
Il réalise la majeure partie de sa carrière en club à l'Olympique lyonnais puis au FC Barcelone, avec lesquels il remporte notamment le championnat de France à trois reprises, puis le championnat d'Espagne quatre fois et la Ligue des champions en 2009 et 2011.
Sélectionné à 67 reprises en équipe de France entre 2004 et 2013, il dispute notamment la finale de la Coupe du monde de 2006.
Il est directeur sportif du FC Barcelone de juin 2018 à août 2020.

## Biographie

### Jeunesse et débuts (1999-2004)
D'ascendance martiniquaise, Abidal grandit dans le quartier du Champlong à Saint-Genis-Laval. Il est d'abord formé au Cascol d'Oullins, puis à l'AS Lyon-Duchère, club de Division d'honneur et il rejoint en 2000 l'AS Monaco. Il fait ses débuts en D1 le 16 septembre 2000 contre Toulouse au Stade Louis-II où l'AS Monaco l'emporte trois à zéro. Ne parvenant pas à s'imposer, il est prêté à Lille lors de la saison 2002-2003 où il rejoint son ancien entraîneur sous les couleurs monégasques, Claude Puel, il réalise de bonnes prestations et Lille décide de lever l'option d'achat.
Lors de la saison 2003-2004, il se révèle comme l'un des meilleurs défenseurs du championnat, notamment à l'arrivée d'Efstáthios Tavlarídis au mercato hivernal, avec qui il forme une charnière centrale redoutable. Nombreux sont ceux qui l'annoncent déjà en équipe de France, mais il ne connaitra pas les joies de la sélection sous le maillot Lillois.

### Olympique lyonnais (2004-2007)
Fin 2004, il revient dans son département natal en s'engageant pour quatre ans en faveur de l'Olympique lyonnais champion de France en titre, alors que le Paris Saint-Germain le convoitait également. Éric Abidal est repositionné sur le flanc gauche de la défense, poste qu'il occupera pendant toutes ses années lyonnaises.
Quelques jours après ses débuts avec l'OL, le sélectionneur Raymond Domenech lui offre enfin sa première titularisation en équipe nationale contre la Bosnie-Herzégovine, le 18 août 2004. Le 9 février 2005, il est remplaçant contre la Suède.
Lors de la demi-finale de la coupe de la Ligue 2007 Abidal inscrit son premier but sous le maillot lyonnais et donne la victoire à son équipe face au Mans (1-0). En finale, l'OL s'incline face à Bordeaux.
Abidal souhaite partir à l'étranger. Frank Rijkaard, entraîneur du FC Barcelone, cherche à le recruter et propose un échange avec Javier Saviola, ce que refuse Jean-Michel Aulas, président du club lyonnais. Saviola arrive en effet en fin de contrat et l'OL peut donc le recruter sans payer d'indemnité de transfert.
Face à l'insistance du club catalan, Aulas choisit de proposer un transfert à hauteur de vingt millions d'euros. Les négociations durent plusieurs semaines mais les deux clubs finissent par trouver un accord : le 29 juin 2007, Abidal est officiellement transféré pour la somme de 16 millions d'euros et signe un contrat de quatre ans. Il pallie le départ du latéral gauche Giovanni van Bronckhorst et retrouve Thierry Henry et Lilian Thuram, internationaux français.

### FC Barcelone (2007-2013)

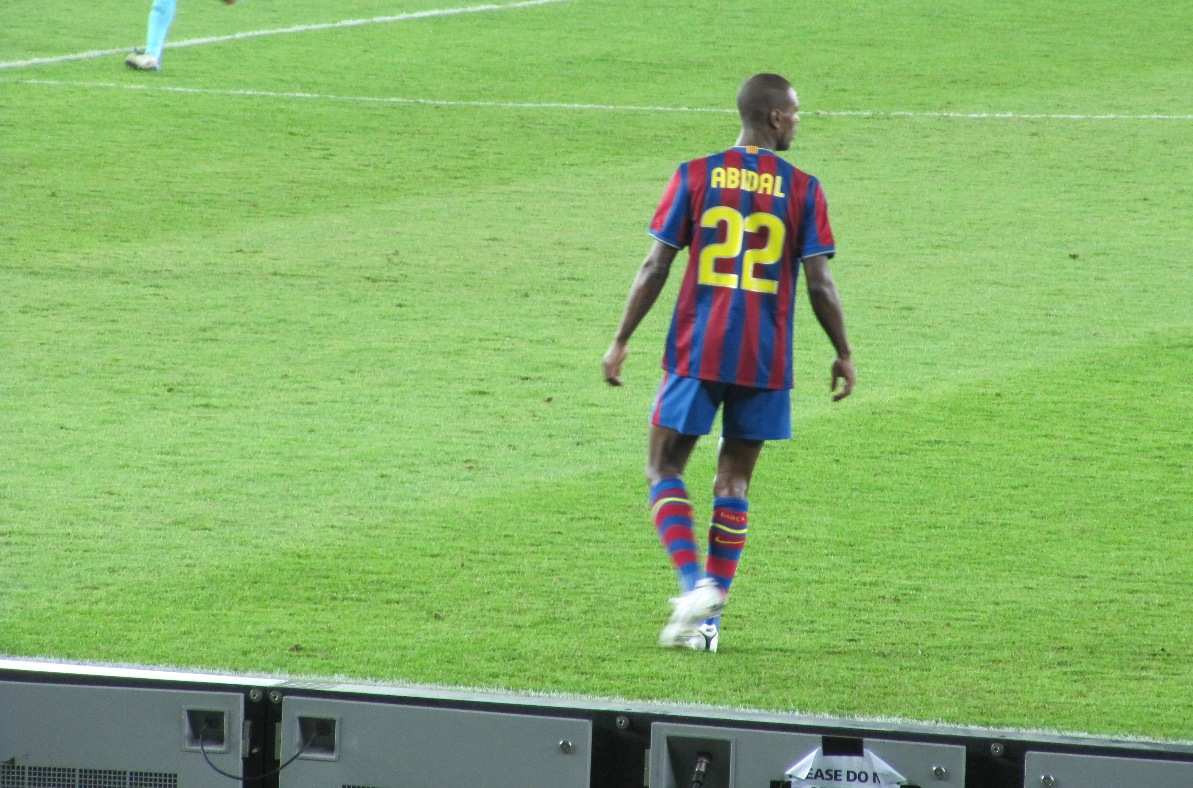
Abidal sous les couleurs du Barça contre Atlante

Recruté en 2007, Éric Abidal fait partie de l'équipe barcelonaise qui remporte les six titres en 2009 (sextuplé inédit dans l'histoire du football) : la Ligue des champions, le championnat d'Espagne, la coupe d'Espagne, la supercoupe d'Europe, la supercoupe d'Espagne et la coupe du monde des clubs.
Le 5 janvier 2011, Abidal marque son premier but sous le maillot du Barça, lors du match retour de huitième de finale de la coupe du Roi, contre l'Athletic Bilbao au stade San Mamés, et offre à son équipe la qualification pour le tour suivant.
Le 15 mars 2011, le FC Barcelone annonce qu'Éric Abidal souffre d'une tumeur au foie et doit subir une opération chirurgicale. L'opération, programmée pour le vendredi suivant, est avancée au jeudi. Il est opéré par le docteur Josep Fuster Obregon, au centre hospitalier Barna Clinic. Le 3 mai, il réintègre le groupe catalan pour affronter le Real Madrid en demi-finale retour de Ligue des champions où il remplace Carles Puyol à la 90e minute sous les acclamations du Camp Nou. Le 8 mai, il poursuit sa reprise en jouant vingt minutes dans le derby catalan contre l'Espanyol de Barcelone. Le 11 mai 2011, il est titulaire pour la première fois depuis son opération et joue 61 minutes dans le match où le FC Barcelone remporte officiellement le titre de champion d'Espagne. L'objectif d'Abidal est d'être capable de jouer la finale de la ligue des Champions, le 28 mai contre Manchester United. Abidal commence la rencontre à Wembley, à la place du capitaine Carles Puyol qui revient de blessure, et Barcelone l'emporte (3-1). À l'issue du match, Puyol et Xavi, capitaines habituels, transmettent le brassard à Abidal et le laissent soulever le trophée en premier pour marquer son retour, deux mois seulement après son opération.
Le 10 août 2011, Abidal porte le brassard de capitaine lors de la rencontre amicale de l'équipe de France face au Chili au stade de la Mosson à Montpellier. Le match se conclut par un résultat nul (1-1), il est crédité d'un bon match.
Le début de saison 2011-2012 coïncide avec la fin de son contrat au FC Barcelone ; malgré des offres intéressantes, notamment celle du Paris Saint-Germain qui vient d'être racheté par des investisseurs qataris, il choisit de prolonger son contrat. Par ailleurs, il fait partie des 23 joueurs nommés pour le Ballon d'or malgré une maladie qui a failli mettre un terme à sa carrière en mars.
En 2011, il remporte cinq titres avec le FC Barcelone, notamment la Ligue des champions, la Liga et la coupe du monde des clubs.
Le 15 mars 2012, le club catalan annonce qu'Éric Abidal doit subir une greffe du foie, compte tenu de son évolution hépatique. L'opération du défenseur français a lieu le 10 avril suivant à l'Hospital Clinic de Barcelone.
Début septembre 2012, Abidal fait partie des 25 joueurs inscrits par le FC Barcelone pour la phase de groupes de la Ligue des champions.
Le 18 décembre 2012, les médias catalans annoncent qu'Éric Abidal a le feu vert des médecins pour rejouer au football. Le jour suivant, Abidal reprend l'entraînement au sein de l'équipe barcelonaise.
Éric Abidal, avec le FC Barcelone B, joue son premier match depuis sa greffe du foie face à Istres le 19 mars 2013. Le 6 avril 2013, 402 jours après son dernier match, il fait son retour en match officiel dans l'équipe première du FC Barcelone contre le RCD Majorque (victoire 5 à 0) en remplaçant Gerard Piqué à la 70e minute de jeu.
Le 30 mai 2013, le club catalan ne lui proposant pas de renouveler son contrat mais juste de devenir ambassadeur du club, Éric Abidal annonce lors d'une conférence de presse qu'il met un terme à son étape au Barça qui aura duré six saisons. Lors de la saison 2013-2014, Dani Alves change son numéro 2 (son numéro habituel) contre le numéro 22 en hommage à son ancien coéquipier Eric Abidal. Avec 193 matches sous le maillot blaugrana, il est le joueur français qui a joué le plus de matches avec Barcelone.

### AS Monaco (2013-2014)
Le 8 juillet 2013, Abidal fait son retour à l'AS Monaco en signant un contrat d'une saison (plus une en option), treize ans après son premier passage en Principauté. Un mois plus tard, il fait son retour en Équipe de France pour un match amical contre la Belgique le mercredi 14 août 2013.
Auteur d'une saison en demi-teinte puisqu'il a perdu sa place dans le onze au fil de la saison en raison d'un niveau déclinant, lui faisant rater la Coupe du monde au Brésil, il prolonge néanmoins son contrat d'une année.

### Olympiakos (2014)
Malgré sa prolongation de contrat, il quitte l'AS Monaco et s'engage avec l'Olympiakos le 5 juillet 2014.
Le 13 août 2014, il annonce qu'il arrête sa carrière avec l'équipe de France.
Le 19 décembre 2014, il annonce dans une conférence de presse qu'il met un terme à sa carrière professionnelle.

### Membre de la candidature de Joan Laporta et reconversion dans les médias
Le 22 juin 2015, le candidat à la présidence du FC Barcelone Joan Laporta annonce qu'Éric Abidal sera le directeur sportif du Barça s'il gagne l'élection du 18 juillet.
Après un essai lors du Championnat d'Europe de football 2016, il rejoint la chaîne BeIn Sports France en qualité de consultant à partir du mois d'octobre 2016.

### Directeur sportif du FC Barcelone (2018-2020)
Le 7 juin 2018, le président Josep Maria Bartomeu nomme Éric Abidal directeur sportif du FC Barcelone en remplacement de Roberto Fernández. À la suite de l'élimination du club catalan, le 14 août 2020, en quarts de finale de Ligue des Champions par le Bayern Munich (défaite 8-2), le Barça entame une large restructuration de son équipe première. Le 17 août, l'entraîneur Quique Setièn est limogé. Le lendemain, le club annonce avoir trouvé un accord avec Eric Abidal pour mettre un terme à leur collaboration.

### Affaire judiciaire
À la suite de sa greffe de foie en 2012, une enquête est ouverte en 2017 par l'Organisation nationale des greffes et par le parquet espagnol, en raison de suspicion de trafic d'organes. Si l'origine invoquée de ce foie était un don de son cousin "Gérard", cette enquête est clôturée à défaut d'éléments probants. Elle est rouverte lorsque des écoutes laissant soupçonner un achat illégal sont diffusées dans la presse en juillet 2018.

## Statistiques détaillées

### En club
| Saison                | Club                  | Championnat           | Championnat | Championnat | Coupe nationale | Coupe nationale | Coupe de la Ligue | Coupe de la Ligue | Supercoupe | Supercoupe | Compétition(s) continentale(s) | Compétition(s) continentale(s) | Compétition(s) continentale(s) | Supercoupe de l'UEFA | Supercoupe de l'UEFA | Coupe du monde des clubs | Coupe du monde des clubs | Total | Total |
| Saison                | Club                  | Division              | M.          | B.          | M.              | B.              | M.                | B.                | M.         | B.         | Comp.                          | M.                             | B.                             | M.                   | B.                   | M.                       | B.                       | M.    | B.    |
| 2000-2001             | AS Monaco FC          | Division 1            | 8           | 0           | 0               | 0               | 0                 | 0                 | -          | -          | C1                             | 1                              | 0                              | -                    | -                    | -                        | -                        | 9     | 0     |
| 2001-2002             | AS Monaco FC          | Division 1            | 14          | 0           | 2               | 0               | 1                 | 0                 | -          | -          | -                              | -                              | -                              | -                    | -                    | -                        | -                        | 17    | 0     |
| Sous-total            | Sous-total            | Sous-total            | 22          | 0           | 2               | 0               | 1                 | 0                 | -          | -          | -                              | 1                              | 0                              | -                    | -                    | -                        | -                        | 26    | 0     |
| 2002-2003             | Lille OSC             | Ligue 1               | 27          | 0           | 1               | 0               | 2                 | 0                 | -          | -          | -                              | -                              | -                              | -                    | -                    | -                        | -                        | 30    | 0     |
| 2003-2004             | Lille OSC             | Ligue 1               | 35          | 0           | 2               | 0               | 1                 | 0                 | -          | -          | -                              | -                              | -                              | -                    | -                    | -                        | -                        | 38    | 0     |
| Sous-total            | Sous-total            | Sous-total            | 62          | 0           | 3               | 0               | 3                 | 0                 | -          | -          | -                              | 0                              | 0                              | -                    | -                    | -                        | -                        | 68    | 0     |
| 2004-2005             | Olympique lyonnais    | Ligue 1               | 29          | 0           | 3               | 0               | 1                 | 1                 | 1          | 0          | C1                             | 7                              | 0                              | -                    | -                    | -                        | -                        | 41    | 1     |
| 2005-2006             | Olympique lyonnais    | Ligue 1               | 14          | 0           | 1               | 0               | 1                 | 0                 | 0          | 0          | C1                             | 6                              | 0                              | -                    | -                    | -                        | -                        | 22    | 0     |
| 2006-2007             | Olympique lyonnais    | Ligue 1               | 33          | 0           | 1               | 0               | 3                 | 1                 | 0          | 0          | C1                             | 7                              | 0                              | -                    | -                    | -                        | -                        | 44    | 1     |
| Sous-total            | Sous-total            | Sous-total            | 76          | 0           | 5               | 0               | 5                 | 2                 | 1          | 0          | -                              | 20                             | 0                              | -                    | -                    | -                        | -                        | 107   | 2     |
| 2007-2008             | FC Barcelone          | Liga BBVA             | 30          | 0           | 6               | 0               | -                 | -                 | -          | -          | C1                             | 10                             | 0                              | -                    | -                    | -                        | -                        | 46    | 0     |
| 2008-2009             | FC Barcelone          | Liga BBVA             | 25          | 0           | 2               | 0               | -                 | -                 | -          | -          | C1                             | 5                              | 0                              | -                    | -                    | -                        | -                        | 32    | 0     |
| 2009-2010             | FC Barcelone          | Liga BBVA             | 17          | 0           | 2               | 0               | -                 | -                 | 1          | 0          | C1                             | 8                              | 0                              | 1                    | 0                    | 2                        | 0                        | 31    | 0     |
| 2010-2011             | FC Barcelone          | Liga BBVA             | 26          | 0           | 5               | 1               | -                 | -                 | 2          | 0          | C1                             | 8                              | 0                              | -                    | -                    | -                        | -                        | 41    | 1     |
| 2011-2012             | FC Barcelone          | Liga BBVA             | 22          | 0           | 5               | 1               | -                 | -                 | 2          | 0          | C1                             | 6                              | 0                              | 1                    | 0                    | 2                        | 0                        | 38    | 1     |
| 2012-2013             | FC Barcelone          | Liga BBVA             | 5           | 0           | 0               | 0               | -                 | -                 | 0          | 0          | C1                             | 0                              | 0                              | -                    | -                    | -                        | -                        | 5     | 0     |
| Sous-total            | Sous-total            | Sous-total            | 125         | 0           | 20              | 2               | -                 | -                 | 5          | 0          | -                              | 37                             | 0                              | 2                    | 0                    | 4                        | 0                        | 193   | 2     |
| 2013-2014             | AS Monaco FC          | Ligue 1               | 26          | 0           | 3               | 0               | 0                 | 0                 | -          | -          | -                              | -                              | -                              | -                    | -                    | -                        | -                        | 29    | 0     |
| 2014-2015             | Olympiakos            | Super league          | 9           | 0           | 0               | 0               | -                 | -                 | -          | -          | C1                             | 6                              | 0                              | -                    | -                    | -                        | -                        | 15    | 0     |
| Total sur la carrière | Total sur la carrière | Total sur la carrière | 320         | 0           | 33              | 2               | 9                 | 2                 | 6          | 0          | -                              | 64                             | 0                              | 2                    | 0                    | 4                        | 0                        | 438   | 4     |

### En sélection

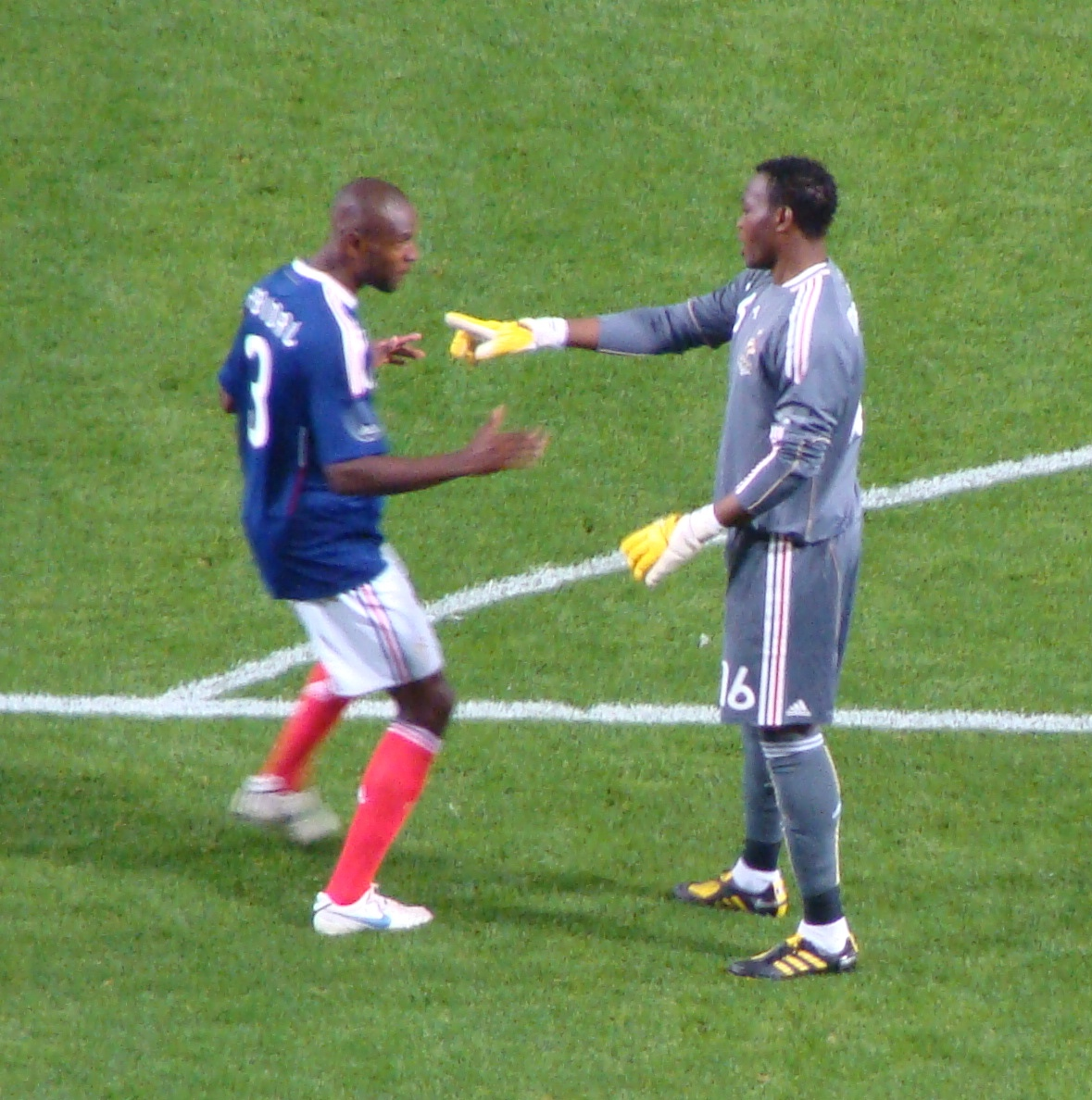
Avec Steve Mandanda sous le maillot de l'Équipe de France, en 2010.

| Sélection | Année | Statistiques | Statistiques |
| Sélection | Année | Matchs       | Buts         |
| --------- | ----- | ------------ | ------------ |
| France A  | 2004  | 1            | 0            |
| France A  | 2005  | 3            | 0            |
| France A  | 2006  | 15           | 0            |
| France A  | 2007  | 12           | 0            |
| France A  | 2008  | 9            | 0            |
| France A  | 2009  | 5            | 0            |
| France A  | 2010  | 6            | 0            |
| France A  | 2011  | 9            | 0            |
| France A  | 2012  | 1            | 0            |
| France A  | 2013  | 6            | 0            |
| France A  | Total | 67           | 0            |

Mis à jour le 16 novembre 2013

## Palmarès

### En club
Après avoir début à l'AS Monaco puis passé par le Lille OSC, c'est finalement sous les couleurs de l'Olympique lyonnais qu'Eric Abidal remporte ses premiers titres et soulève même son premier trophée des son premier match en remportant le Trophée des Champions 2004. En trois saisons au club, il sera champion de France à trois reprises et est finaliste de la Coupe de la ligue en 2007.
Il quitte ensuite la France pour rejoindre le FC Barcelone où il passe une première saison sans trophée avant de faire la plus belle année de sa carrière en termes de palmarès avec un quintuplé en 2009, le Barça terminant champion et remportant la Ligue des Champions, la Supercoupe d'Espagne, la Supercoupe de l'UEFA et la Coupe du monde des clubs.  Le club remporte également la Coupe d'Espagne mais Abidal est absent. Il est de nouveau champion d'Espagne et vainqueur de la Supercoupe d'Espagne en 2010 puis en 2011, année où il remporte une deuxième Ligue des champions ainsi qu'une deuxième Supercoupe de l'UEFA et coupe du monde des clubs. Il est de nouveau champion d'Espagne en 2013.
Après son départ du FC Barcelone, et un passage dans son club formateur avec qui il est vice-champion de France en 2014, il remporte un dernier titre avec l'Olympiakos avec qui il est Champion de Grèce en 2015.

### En sélection
Avec l'équipe de France, il est finaliste de la Coupe du monde en 2006.  Au total, il participe à deux Coupes du monde et un Euro.
| Olympique lyonnais (4) | FC Barcelone (13) | AS Monaco                                        | Olympiakos (1)                                 | France                              |
| --- | --- | ------------------------------------------------ | ---------------------------------------------- | ----------------------------------- |
| - Championnat de France (3) : - Vainqueur : 2005, 2006 et 2007 - Coupe de la Ligue : - Finaliste : 2007 - Trophée des champions (1): - Vainqueur : 2004 | - Championnat d'Espagne (4): - Vainqueur : 2009, 2010, 2011 et 2013 - Vice-champion : 2012 - Supercoupe d'Espagne (3): - Vainqueur : 2009, 2010 et 2011 - Ligue des champions (2): - Vainqueur : 2009 et 2011 - Supercoupe d'Europe (2) : - Vainqueur : 2009 et 2011 - Coupe du monde des clubs (2) : - Vainqueur : 2009 et 2011 | - Championnat de France : - Vice-champion : 2014 | - Championnat de Grèce (1) : - Champion : 2015 | - Coupe du monde - Finaliste : 2006 |

## Distinctions personnelles et records
- Prix LFP  du meilleur défenseur de la LIGA BBVA en 2011
- Membre de l'équipe type de Ligue 1 en 2005, 2006 et 2007
- Membre de l'équipe type de l'année UEFA en 2007
- Trophée d'honneur UNFP en 2015

## Vie privée
Eric a été élevé dans une famille Chrétienne catholique et s'est converti à l'islam en 2007, 4 ans après son mariage avec Hayet Kebir (née le 10 mai 1983).
Il est père de quatre filles et un garçon avec son épouse : Méliana, née en 1er avril 2004, Canélia, née le 3 février 2006, Leyna, née en novembre 2009, Kenya, née le 8 février 2016. Il vit à Barcelone avec sa famille depuis son départ du club. En 2006, il rachète 33 % des parts du célèbre café historique Les Négociants créé en 1864 dans le centre de Lyon. En novembre 2021, sa femme demande le divorce à la suite de l'affaire Hamraoui dans laquelle son mari est indirectement impliqué.